# Sinna dohertyi
Sinna dohertyi är en fjärilsart som beskrevs av Henry John Elwes 1890. Sinna dohertyi ingår i släktet Sinna och familjen trågspinnare. Inga underarter finns listade i Catalogue of Life.